# Cactus Jack

Afișul original al filmului

Cactus Jack (titlu original: The Villain) este un film american din 1979 regizat de Hal Needham și produs de Mort Engelberg. Este o parodie a filmelor western și a personajului animat Warner Bros. Wile E. Coyote. Rolurile principale au fost interpretate de actorii Kirk Douglas, Arnold Schwarzenegger, Ann-Margret, Paul Lynde, Foster Brooks, Strother Martin, Ruth Buzzi, Jack Elam și Mel Tillis. Scenariul este scris de Robert G. Kane.

## Prezentare
O femeie frumoasă, "Charming Jones" (Ann-Margret) este escortată în vestul sălbatic de un cowboy naiv, încețoșat, "Handsome Stranger" (Schwarzenegger) pentru a obține o avere de la tatăl ei, Jones (Martin). Cu toate acestea,  răufăcătorul Avery Simpson (Elam), care i-a dat banii lui Charming, decide că îi vrea pentru el însuși. El îl angajează pe un vechi nelegiuit, "Cactus Jack" (Douglas), să-i jefuiască când părăsesc orașul.
De-a lungul călătoriei, Charming îi face avansuri lui  Handsome, însă toate sunt întâmpinate cu indiferență. Între timp, Cactus Jack continuă să lase capcană după capcană pentru cei doi, fără niciun folos însă. Încercarea lui Jack de a obține ajutorul lui Nervous Elk (Paul Lynde)], șeful unui trib local de piei roșii, de asemenea, nu reușește.
În cele din urmă, Jack se confruntă față în față cu cei doi, moment în care Charming renunță la Handsome și, în schimb, îl sărută pe Jack, care, de emoții, se face roșu ca focul. 

## Distribuție
- Kirk Douglas - Cactus Jack
- Ann-Margret - Frumoasa Jones / Charming Jones
- Arnold Schwarzenegger - Străinul arătos / Handsome Stranger
- Paul Lynde - Nervous Elk
- Strother Martin - Parody Jones
- Jack Elam - Avery Simpson
- Mel Tillis - Telegraph Agent
- Ruth Buzzi - Damsel in Distress
- Foster Brooks - Bank Clerk
- Robert Tessier - Mashing Finger

## Producție
Filmările au avut loc în Monument Valley din Utah.

## Lansare și primire
A avut premiera la 27 iulie 1979.